# Hemerobius bispinus
Hemerobius bispinus är en insektsart som beskrevs av Banks 1940. Hemerobius bispinus ingår i släktet Hemerobius och familjen florsländor. Inga underarter finns listade i Catalogue of Life.